# شبكة فوكس التلفزيونية
شبكة فوكس التلفزيونية (بالإنجليزية:Fox Broadcasting Company أوFOX) شبكة تلفزيونية أمريكية. تمتلكها مجموعة فوكس الترفيهية التابعة لشركة فوكس القرن الواحد والعشرون. يقع مقرها في لوس أنجلوس، كاليفورنيا، الولايات المتحدة. تعد ثالث أكبر شبكة تلفزيونية في العالم بعدد فروعها وتغطيتها حول العالم.
بدأ بثها في 9 أكتوبر، 1986، منافسة الشبكات الثلاث الكبرى في الولايات المتحدة، هيئة الإذاعة الأمريكية "ABC"، هيئة الإذاعة الوطنية "NBC"، وسي بي أس "CBS". حصلت الشبكة على اعلى نسبة مشاهدة للأعمار 18-19 سنة لسنوات مابين 2004 حتى 2012، وحصلت على أعلى نسبة مشاهدة لجميع الاعمار في 2007-08.

## برامج القناة الأصلية

### برامج حالية
- 2018 - الآن: 9-1-1
- 2015 - الآن: إمباير
- 2016 - الآن: لوسيفر
- 2015 - الآن: آخر رجل على الأرض
- 1989-الآن: عائلة سيمبسون
- 1999-الآن: رجل العائلة
- 2011-الآن: الفتاة الجديدة
- 2013-الآن: بروكلين ناين-ناين
- 2014-الآن: غوثام
- 2016-الآن: ابن زورن
- 2016-الآن: السلاح القاتل

### برامج سابقة
- عائلة بلوث (إنتقل إلى نتفليكس)
- 14-2005 أميريكان داد! (انتقل إلى تي بي أس)
- 13-2009 ذا كليفلاند شو
- 2003-1999 فيوتشوراما (إنتقل إلى كوميدي سنترال)
- 2005 - 2017: بونز
- 07-2003 ذا أو سي
- 09-2005 الهروب من السجن
- 10-2001 24
- 2002-1997 آلي مكبيل
- 15-2009 غلي
- 12-2004 هاوس
- 16-2002 أمريكان آيدول
- 2014 الكون: ملحمة في الفضاء والزمن
- 02-200 ملاك الظلام
- 2012 الكاتراز
- 13-2008 فرينج
- 09-2008 المبيد: سجلات سارا كونورز
- 06-2001 عرض بيرني ماك
- 06-2000 مالكوم في الوسط
- 15-2012 مشروع ميندي
- 02-200 تيتوس

## وصلات خارجية
- الموقع الرسمي